# Европейская комиссия
Европе́йская коми́ссия (Еврокоми́ссия, ЕК) — высший орган исполнительной власти Европейского союза, ответственный за подготовку законопроектов, выполнение решений Европарламента и Совета, контроль соблюдения договоров ЕС и других правовых актов и текущие дела союза.
Комиссия работает подобно кабинету министров, состоит из 27 членов, неофициально называемых комиссарами. Каждая страна, входящая в ЕС, назначает одного еврокомиссара, однако члены комиссии обязаны представлять интересы Европейского союза как целого, а не отстаивать позиции выдвинувшего их государства. Один из 27 комиссаров — это председатель комиссии, предлагаемый Европейским советом и избираемый Европейским парламентом. Совет затем назначает 26 остальных комиссаров с согласия председателя комиссии, после проходит одобрение выдвигаемого состава Еврокомиссии в парламенте.

## История
Европейская комиссия — наследник одного из ключевых институтов, созданных в наднациональной системе Европейского сообщества после опубликования декларации министра иностранных дел Франции Робера Шумана 9 мая 1950 года. Возникнув в 1951 году в рамках Европейского объединения угля и стали как Высший руководящий орган (англ. High Authority), Еврокомиссия подверглась значительным реформам, изменившим её функции, положение и значимость.

### Возникновение
Первая комиссия (Высший руководящий орган) возникла в 1951 году. В неё входили девять членов, представлявших страны Европейского объединения угля и стали, её председателем был Жан Моне. Официально Высший руководящий орган начал работать 10 августа 1952 года в Люксембурге. В 1958 году Римские соглашения создали два новых сообщества наряду с ЕОУС: Европейское экономическое сообщество (ЕЭС) и Евратом. Исполнительные органы в этих организациях назывались комиссиями, а не Высшими органами. Причиной перемены названия были новые отношения между исполнительной властью сообществ и Советами, в которые входили представители от правительств стран. Некоторые государства были недовольны большими полномочиями Высшего руководящего органа ЕОУС и хотели ограничить влияние исполнительных властей в новообразованных организациях, дав больше полномочий Совету.
Луи Арман возглавлял первую комиссию Евратома. Вальтер Хальштайн стал председателем первой комиссии ЕЭС. Комиссия Хальштайна достигла заключения важного союзного соглашения о ценах на зерно и удачно выступила на международной арене во время переговоров по «Генеральному соглашению по тарифам и торговле». Хальштайн начал консолидировать Право Европейского союза и влиять на национальное законодательство стран-членов. При помощи Европейского суда справедливости комиссия достаточно прочно закрепила свои полномочия. Однако в 1965 году разрастающиеся разногласия между французским правительством де Голля с одной стороны и остальными странами-членами с другой (насчёт вступления в союз Британии, прямых выборов в Европейскую ассамблею, Плана Фуше и бюджета сообщества) привели к кризису «пустого кресла», поводом для которого стали предложения в области Единой сельскохозяйственной политики. Хотя этот институциональный кризис был решён через год, он позже стоил Вальтеру Хальштейну места председателя комиссии.

### Раннее развитие
Три исполнительных органа европейских сообществ существовали параллельно до 1 июля 1967 года, когда Брюссельский договор объединил их в один институт, председателем которого стал Жан Рей. Из-за слияния комиссия Рея увеличилась до 14 членов, но следующая комиссия снова включала в себя девять комиссаров: по два на большие страны и по одному на малые. Комиссия Рея завершила формирование таможенного союза в сообществе в 1968 году и выступала за введение прямых выборов в Европейский парламент и передачу ему новых полномочий.
Комиссии Малфати и Мансхольта работали над монетарной кооперацией и первым расширением ЕС в 1973 году. После расширения количество комиссаров увеличилось до 13 в комиссии Ортоли (Дания получила одно место, а Великобритания два), которой пришлось в новых условиях увеличенного союза решать важные международные (Кипрский кризис, Четвёртая арабо-израильская война) и экономические (Нефтяной кризис 1973 года) задачи. Международные позиции комиссии укрепились, когда Рой Дженкинс первым из председателей участвовал от имени сообщества в работе саммита группы восьми. Следующий председатель Гастон Торн участвовал в расширении сообщества на юг и начал работу над Единым европейским актом.

### Жак Делор

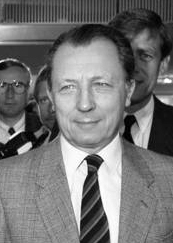
Председатель Европейской комиссии Жак Делор

Состав одной из выдающихся Европейских комиссий возглавлял французский политический деятель Жак Делор. Делор рассматривался как политик, превративший комиссию в важный, динамичный европейский институт. Еврокомиссия под его управлением до сих пор считается эталонной, по ней оценивают деятельность следующих председателей.Делора и его соратников иногда называют «отцами-основателями евро». «International Herald Tribune» так оценила работу Делора в конце его второго срока председательства в 1992 году: «Делор спас Европейское сообщество от упадка. Он приступил к работе, когда евроскептицизм был силён как никогда. Почти никому не известный экс-министр финансов Франции, он вдохнул жизнь и надежду в ЕС и в удручённую брюссельскую комиссию. Во время первого срока (1985—1988) он сплотил Европу призывом к единому рынку, а назначенный на второй срок, он убеждал европейцев поддержать более масштабные задачи в развитии экономического, монетарного и политического союза».

### Жак Сантер
Преемником Делора был Жак Сантер. Его комиссия занималась разработкой Амстердамского договора, во время её деятельности был введён евро. Комиссия Сантера была вынуждена уйти в отставку в полном составе в 1999 году из-за обвинений в мошенничестве и коррупционного скандала, главным фигурантом которого стала Эдит Крессон. Впервые комиссия была вынуждена уйти в отставку в полном составе. Это событие продемонстрировало увеличение влияния Европейского парламента среди других европейских институтов. В ответ на скандал было создано Европейское бюро по борьбе с мошенничеством и инициировано создание Службы внутреннего аудита Еврокомиссии.

### Романо Проди
После Сантера председателем Еврокомиссии стал Романо Проди в 1999 году. Амстердамский договор увеличил влияние комиссии, и Проди часто называли в СМИ премьер-министром Европейского союза. Ниццкий договор ещё больше расширил полномочия председателя, дав ему новые права в процессе определения состава комиссии. В деятельность комиссии Проди входили подготовка к самому крупному расширению ЕС, переговоры по Европейской конституции и развитие евро.

### Жозе Мануэл Дуран Баррозу
В 2004 году председателем Еврокомиссии стал Жозе Мануэл Баррозу. При формировании комиссии Европарламент использовал своё влияние, чтобы выступить против некоторых предлагаемых кандидатов. Из-за оппозиции Баррозу пришлось изменить предложенный им состав комиссии.
Комиссия Баррозу состояла из 25 членов, тогда как в конце деятельности Проди в комиссию входили 30 комиссаров. Это сокращение было предусмотрено Амстердамским договором, по которому любое государство могло направить в Брюссель только одного комиссара (ранее большие государства предлагали своих кандидатов на две должности в комиссии).
31 октября 2009 года первый срок Баррозу завершился, и 16 сентября он был переутверждён на второй срок.
Лиссабонский договор, над которым работала комиссия Баррозу и который вступил в силу 1 декабря 2009 года, предусматривал снижение количества комиссаров в следующей комиссии до двух третей от числа государств-членов, если Совет ЕС не решит иначе. Право на назначение комиссаров должно передаваться между государствами на равноправной основе. Однако договор был отвергнут на референдуме в Ирландии в 2008 году: граждане страны боялись потерять право на назначение комиссара. Поэтому для назначения повторного голосования было выдвинуто условие пересмотреть в сторону повышения число членов комиссии. По уже одобренному на тот момент Ниццкому договору, количество комиссаров должно быть меньше количества стран. Потому была предложена формула «26+1»: в комиссию будут входить 26 человек, а государство, чей представитель не получил место в комиссии, будет номинировать кандидата на должность Верховного представителя союза по иностранным делам и политике безопасности. Эта гарантия внесла вклад в одобрение договора на референдуме в 2009 году.
Лиссабонский договор объединил должности Европейского комиссара по иностранным делам и Верховного представителя по общей иностранной политике и политике безопасности, работавшего в Совете ЕС. Новый пост стал называться Верховный представитель союза по иностранным делам и политике безопасности. Верховный представитель является заместителем председателя Европейской комиссии и возглавляет как заседания по иностранным делам в Совете ЕС, так и осуществление комиссией внешнеполитической деятельности. Ему в помощь создана Европейская служба внешнеполитической деятельности. Договор также провозглашает, что формирование Еврокомиссии должно происходить с учётом выборов в Европейский парламент, председатель должен предлагаться Европейским советом, а Европейский парламент «избирает» комиссию, а не «одобряет», как было в Ниццком договоре.

#### Проблемы формирования первой комиссии
Новый состав Еврокомиссии должен был приступить к работе с 1 ноября 2004 года, однако этого не произошло в связи с тем, что одна из предложенных кандидатур на пост комиссара по юстиции, свободе и безопасности Рокко Буттильоне от Италии вызвала резкую оппозицию у части депутатов (особенно у социалистов, либералов, «зелёных» и «евроскептиков»).
На предварительных слушаниях в Европарламенте Бутильоне заявил, что считает гомосексуализм грехом, а институт брака, по его мнению, необходим, чтобы женщина могла воспитывать детей и пользоваться защитой мужа. Несмотря на то, что позже он выразил сожаление по поводу своего заявления и пообещал бороться с дискриминацией женщин и сексуальных меньшинств, скандала избежать не удалось. Новому председателю Еврокомиссии Жозе Мануэлу Баррозу пришлось отозвать список кандидатов непосредственно перед голосованием в Европарламенте и возобновить консультации.
Баррозу заменил двух комиссаров (от Италии и Латвии), предложенных им в первом составе команды, а также сменил портфель представителю Венгрии.
Европейская комиссия нового состава начала работу 22 ноября 2004 года.

#### Первая комиссия
В прежний состав Еврокомиссии (до 9 февраля 2010 года) входили:
- Маргот Валльстрём (Швеция) — связи с Европарламентом и административная реформа
- Гюнтер Ферхойген (Германия) — политика в отношении предпринимательства и промышленности
- Жак Барро (Франция) — юстиция, свобода и безопасность
- Сийм Каллас (Эстония) — административная реформа, аудит, борьба с коррупцией
- Бенита Ферреро-Вальднер (Австрия) — внешние связи
- Антонио Таяни (Италия) — транспорт
- Ласло Ковач (Венгрия) — таможня и налоги
- Андрис Пиебалгс (Латвия) — энергетика
- Неели Крус (Нидерланды) — конкуренция
- Марианна Фишер-Боэль (Дания) — сельское хозяйство
- Стравос Димас (Греция) — охрана окружающей среды
- Вивиан Рединг (Люксембург) — развитие информационного общества
- Янез Поточник (Словения) — наука, исследования
- Чарльз Маккриви (Ирландия) — внутренний рынок, услуги
- Хоакин Альмуния (Испания) — экономика и денежно-кредитная политика
- Кэтрин Эштон (Великобритания) — торговля
- Джо Борг (Мальта) — рыболовство и морские дела
- Андрулла Виссилиу (Кипр) — здравоохранение
- Карел де Гухт (Бельгия) — развитие и гуманитарная помощь
- Олли Рен (Финляндия) — расширение
- Владимир Шпидла (Чехия) — трудоустройство, социальные вопросы и равные возможности
- Даля Грибаускайте (Литва) — финансы и бюджет
- Ян Фигель (Словакия) — образование и культура
- Павел Самецки (Польша) — региональная политика
- Меглена Кунева (Болгария) — защита прав потребителей
- Леонард Орбан (Румыния) — многоязычие

#### Вторая комиссия
Состав до ноября 2014 года:
- Кэтрин Эштон (Великобритания) — первый вице-президент; верховный представитель по иностранным делам и политике безопасности
- Хоакин Альмуния (Испания) — вице-президент; конкуренция
- Сийм Каллас (Эстония) — вице-президент; транспорт
- Нели Крус (Нидерланды) — вице-президент; цифровые технологии
- Вивиан Рединг (Люксембург) — вице-президент; юстиция и гражданские права
- Антонио Таяни (Италия) — вице-президент; промышленность и предпринимательство
- Марош Шефчович (Словакия) — вице-президент; образование и культура
- Ласло Андор (Венгрия) — трудоустройство и социальные вопросы
- Мишель Барнье (Франция) — внутренний рынок
- Андрулла Василиу (Кипр) — образование, культура, многоязычие, молодёжь
- Майре Геогеган Квин (Ирландия) — исследования, инновации
- Кристалина Георгиева (Болгария) — международное сотрудничество, гуманитарная помощь, чрезвычайные ситуации
- Карел де Гюхт (Бельгия) — торговля
- Тонио Борг (Мальта) — здравоохранение и защита прав потребителей
- Мария Даманаки (Греция) — морские дела и рыболовство
- Януш Левандовский (Польша) — бюджетные вопросы
- Сесилия Мальмстрём (Швеция) — внутренние дела
- Гюнтер Эттингер (Германия) — энергетика
- Андрис Пиебалгс (Латвия) — развитие
- Янез Поточник (Словения) — окружающая среда
- Олли Рен (Финляндия) — финансы (Олли Рен покинул свой пост в связи с избранием в депутаты Европейского парламента; 16 июля 2014 года на посту европейского комиссара по финансам Европарламент утвердил бывшего премьер-министра Финляндии Юрки Катайнена[32][33])
- Штефан Фюле (Чехия) — расширение и добрососедство
- Йоханнес Хан (Австрия) — региональная политика
- Конни Хедегаард (Дания) — климат
- Дачан Чолош (Румыния) — сельское хозяйство и развитие села
- Альгирдас Шемета (Литва) — налоги и таможенное дело

### Комиссия Юнкера
Полномочия начались в ноябре 2014 года.
- Франс Тиммерманс (Нидерланды) — первый вице-президент; отношения между институтами, верховенство права
- Федерика Могерини (Италия) — вице-президент; верховный представитель по иностранным делам и политике безопасности
- Андрус Ансип (Эстония) — вице-президент; единый цифровой рынок
- Марош Шефчович (Словакия) — вице-президент; энергетический союз
- Валдис Домбровскис (Латвия) — вице-президент; евро и социальный диалог
- Юрки Катайнен (Финляндия) — вице-президент по вопросами рынка труда, роста, инвестиций и конкуренции
- Гюнтер Эттингер (Германия) — бюджет и человеческие ресурсы
- Йоханнес Хан (Австрия) — европейская политика соседства и переговоры о расширении
- Сесилия Мальмстрём (Швеция) — торговля
- Невен Мимица (Хорватия) — международное сотрудничество и развитие
- Мигель Ариас Каньете (Испания) — климат и энергетика
- Кармену Велла (Мальта) — рыболовство, морские дела и окружающая среда
- Витенис Андрюкайтис (Литва) — здравоохранение и пищевая безопасность
- Димитрос Аврамопулос (Греция) — миграция, внутренние дела и гражданство
- Марианн Тюссен (Бельгия) — занятость, социальные дела и мобильность рабочей силы
- Пьер Московиси (Франция) — экономические дела, налоги и таможенные сборы
- Христос Стилианидис (Кипр) — гуманитарная помощь
- Фил Хоган (Ирландия) — сельское хозяйство
- Джонатан Хилл (Великобритания) — финансовая стабильность, финансовые услуги и рынки капитала
- Виолета Булк (Словения) — транспорт
- Эльжбета Бьенковска (Польша) — внутренний рынок, промышленность и предпринимательство
- Вера Йоурова (Чехия) — правосудие, потребители и гендерное равенство
- Тибор Наврачич (Венгрия) — образование, культура, молодёжная политика и спорт
- Маргрете Вестагер (Дания) — конкуренция
- Корина Крецу (Румыния) — региональная политика
- Карлуш Муэдаш (Португалия) — исследования, наука и инновации

## Процесс формирования
Еврокомиссия формируется каждые 5 лет следующим образом. Европейский совет на уровне глав государств или правительств, предлагает кандидатуру председателя Еврокомиссии, которая утверждается Европарламентом. Далее, Совет ЕС совместно с кандидатом в председатели Комиссии формируют предполагаемый состав Еврокомиссии с учётом пожеланий государств-членов. По общему правилу, выработанному на основе практики, членами Еврокомиссии назначаются бывшие главы национальных правительств и министры. Состав «кабинета» должен быть одобрен Европарламентом и окончательно утверждён Советом ЕС.
Председателя Европейской комиссии предлагает Европейский совет, принимая во внимание результаты предыдущих выборов в Европейский парламент. Затем кандидат должен быть избран Европарламентом. Если его отклоняют, то Европейский совет должен предложить другого в течение месяца. Кандидат обычно является видным политиком в одной из стран союза. До 2009 года, пока Лиссабонский договор не вступил в силу, у Европейского совета не было обязанности учитывать результаты предыдущих выборов в парламент. Но партия, имевшая большинство в парламенте, пытались «продавить» на должность председателя политика из своих рядов. Например, в 1985 году больше всех мандатов было у «Партии европейских социалистов», председателем Еврокомиссии стал социалист Делор; при правоцентристском большинстве председателем был назначен Жозе Мануэл Баррозу от «Европейской народной партии».
После избрания председателя и назначения Верховного представителя Европейским советом страны-члены союза предлагают одного кандидата на должность еврокомиссара (кроме тех государств, гражданами которых являются председатель комиссии и верховный представитель). Председатель Еврокомиссии имеет мало возможностей повлиять на выбор кандидата от страны. Однако только на усмотрение председателя остаётся распределение портфелей (полномочий) между назначенными кандидатами. Затем сформированный состав комиссии проходит процедуру одобрения в Европейском парламенте. Парламент проводит слушания по каждому кандидату, но на голосование ставится весь состав комиссии. Поэтому в случае недовольства евродепутатов каким-либо кандидатом вся комиссия может оказаться под угрозой, если председатель не перераспределит полномочия или государство, номинировавшее непонравившегося кандидата, не предложит другую кандидатуру. После одобрения парламентом комиссия проходит формальное назначение в Европейском совете (Договор о Европейском союзе, статья 17.7).
После процедуры назначения председатель выбирает нескольких вице-председателей Европейской комиссии (Верховный представитель должен быть одним из них) из комиссаров. Эта должность не ведёт к большому увеличению полномочий комиссара, за исключением первого заместителя председателя, который получает полномочия председателя в случае его отсутствия.
Европейский парламент может отправить в отставку комиссию, но только председатель может увольнять отдельных еврокомиссаров.

## Функции
Задача Еврокомиссии — координация работы органов исполнительной власти всех стран ЕС, выработка рекомендаций для деятельности Европарламента, внесение законодательных инициатив с целью приведения в соответствие с общеевропейскими стандартами национального законодательства стран-членов ЕС, наблюдение за соблюдением всеми 27 странами единых европейских стандартов, а также прав и свобод человека, проведение систематических консультаций со всеми национальными правительствами для выработки единой экономической (промышленной, сельскохозяйственной, налогово-бюджетной, социальной, таможенной, валютной, денежно-кредитной и т. д.), военной, внешней, культурной политики.
Еврокомиссия в первую очередь контактирует с министрами по делам ЕС в каждом из правительств 27 стран-членов.
Повседневное администрирование ЕС осуществляется в рамках комитологии. Комитология — это система многочисленных комитетов, созданных Советом министров при Европейской комиссии, в которых отслеживается исполнение принятых законодательных решений ЕС.
Все решения Еврокомиссии носят исключительно рекомендательный характер, все спорные вопросы улаживаются на уровне национальных правительств. Кроме того, Европейская комиссия выполняет дипломатические функции ЕС за рубежом, располагая сетью представительств (в том числе и в Москве).
Комиссия изначально была создана как независимый наднациональный орган, отделённый от правительств стран-членов. Комиссары предлагаются государствами союза, по одному кандидату от каждого, но члены комиссии обязаны работать независимо и не поддаваться влиянию назначивших их правительств, в отличие от Совета ЕС, защищающего интересы правительств, Европарламента, представляющего граждан, и социально-экономического комитета, созданного для организованного гражданского общества.
В соответствии со статьёй 17 Договора о Европейском союзе в полномочия Европейской комиссии входят развитие общесоюзных программ и стратегий, внесение законопроектов для рассмотрения в Европарламенте (законы союза могут быть приняты, только если их предложила Европейская комиссия), надзор за выполнением договоров и другого законодательства ЕС, разработка и выполнение Бюджета ЕС и участие в международных отношениях от имени ЕС.

### Исполнительные полномочия
До вступления в силу Лиссабонского договора исполнительная власть принадлежала Совету ЕС: он делегировал полномочия комиссии и теоретически имел право вернуть их, чтобы осуществлять свою политику напрямую. Это изменилось, когда Лиссабонский договор закрепил за Еврокомиссией её исполнительные полномочия. С учётом того, что по Лиссабонскому договору Европейский совет стал официальным институтом, имеющим право назначать комиссию, можно сказать, что эти два органа разделяют исполнительную власть союза (Европейский совет определяет общее политическое направление и приоритеты развития союза, а также осуществляет внешнюю политику).
Когда законопроект принят Европарламентом и Советом ЕС, задача Еврокомиссии — обеспечить его выполнение. Это можно сделать через политику государств-членов или при помощи агентств Европейского союза. При разработке необходимых для выполнения законодательства технических решений комиссии помогают разнообразные комитеты, состоящие из представителей государств и лоббистов от общества и бизнеса (Этот процесс называется комитология).
Кроме того, в ответственность комиссии входит выполнение бюджета ЕС, осуществление совместно с Европейской счётной палатой надзора за правильностью использования фондов ЕС. В случае нарушения государствами или институтами основополагающих договоров союза или другого законодательства Европейская комиссия обязана направить нарушителям предписание об исправлении незаконных действий, а в крайнем случае начать разбирательство в Европейском суде справедливости. Поэтому комиссию иногда называют «защитником договоров».
Наконец, комиссия имеет влияние на внешнюю политику союза. Она ведёт переговоры по торговым договорам и соглашениям об оказании помощи другим странам, представляет союз в ВТО и группе восьми.

### Законодательные полномочия
Комиссия отличается от остальных органов тем, что у неё есть исключительное право законодательной инициативы. Только комиссия может официально вносить законопроекты в Европарламент. Совет ЕС и Европарламент могут запросить Еврокомиссию разработать предложения по какому-нибудь вопросу, но она может и отказаться. Монополия на инициативу призвана обеспечить согласованную и цельную разработку права ЕС. Однако существуют и критические оценки монополии со стороны тех, кто считает, что парламент тоже должен иметь право вносить законопроекты, как могут парламенты стран ЕС. По Лиссабонскому договору, граждане ЕС получили право направлять в Еврокомиссию предложения в области законодательства через механизм Европейской гражданской инициативы.
Деятельность комиссии обычно фокусируется на разработке документов в области экономики. Причём в её деятельности чаще всего превалирует «принцип предосторожности». Это означает, что принимаются упреждающие меры, если существует достоверная опасность для окружающей среды и здоровья человека, например, по борьбе с изменением климата или ограничению генетически модифицированных продуктов. (Этому принципу противостоит оценка вводимых мер по их влиянию на экономику). Поэтому комиссия часто предлагает более строгие правовые нормы, чем другие страны. Благодаря размеру европейского рынка требовательное законодательство ЕС имеет большое влияние в мировой торговле.

## Организационная структура

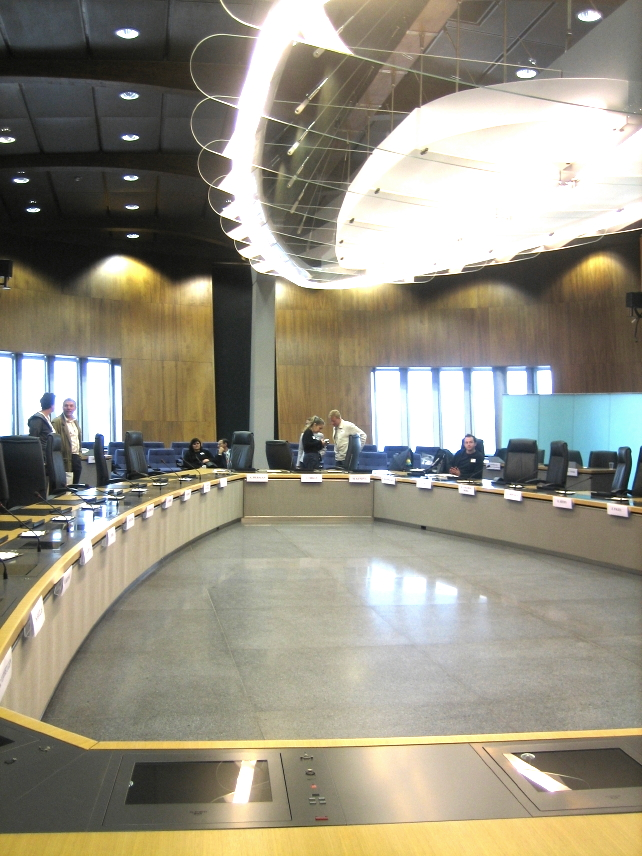
Кабинет для заседаний Еврокомиссии на 14 этаже Берлемона — резиденции комиссии

Еврокомиссия состоит из 27 комиссаров, по числу стран — членов ЕС. Каждый комиссар, как и министр национального правительства, отвечает за определённое направление работы. Каждого кандидата в Еврокомиссию рекомендует правительство его страны, затем он проходит собеседование с председателем Еврокомиссии, который назначает кандидату в комиссары область деятельности. Окончательный список кандидатов в комиссары должен быть утверждён Советом Европейского союза. После этого весь состав комиссии должен быть одобрен Европарламентом, для чего комиссары участвуют в слушаниях, организованных соответствующими комитетами Европарламента.
Кроме того, в структуру Еврокомиссии входят профильные департаменты, называемые генеральными директоратами, которые являются аналогами министерств в национальных правительствах. Каждый директорат занимается определённым направлением деятельности союза, например, сельским хозяйством, правосудием и юстицией или служебной деятельностью (переводом, наймом персонала). Директорат возглавляет генеральный директор, ответственный перед Еврокомиссаром. Еврокомиссар может пользоваться услугами более чем одного генерального директората. Существует критика подобной раздробленной системы генеральных директоратов, указывающая на то, что борьба между различными директоратами затягивает процесс принятия решения, а также на то, что директораты в некоторых случаях имеют чрезвычайное влияние на комиссаров.

### Лоббисты и Еврокомиссия
При Еврокомиссии давно функционирует большое количество зарегистрированных и незарегистрированных лоббистских экспертных групп. После того, как в 2007 году Европарламент потребовал раскрытия имён экспертов, пригрозив лишить Еврокомиссию финансирования их транспортных расходов, комиссия опубликовала данные этих специалистов. В 2011 году было подписано соглашение между Еврокомиссией и Европарламентом о создании единого реестра лоббистов вместо списков, который эти органы вели по отдельности. Работа по повышению прозрачности лоббизма продолжается в настоящее время. С 1 декабря 2014 года Еврокомиссия публикует на своём сайте информацию о всех встречах комиссаров, генеральных директоров и членов кабинета с лоббистами (как зарегистрированными, так и незарегистрированными). На 2016 год в созданном по соглашению 2011 года реестре зарегистрированы более 8,3 тыс. лоббистских организаций, среди которых российские ТНК «Газпром» и «Лукойл».

### Председатели
- Жак Делор (Франция, 1985—1995)
- Жак Сантер (Люксембург, 24 января 1995 − 15 марта 1999)
- Романо Проди (Италия, 23 января 2000 − 17 октября 2004)
- Жозе Мануэл Баррозу (Португалия, 23 ноября 2004 — 31 октября 2014)
- Жан-Клод Юнкер[55] (Люксембург, 1 ноября 2014 — 30 ноября 2019)
- Урсула фон дер Ляйен (Германия, с 1 декабря 2019)

### Резиденции
Еврокомиссия в основном осуществляет свою деятельность в Брюсселе, где располагается резиденция комиссии — Берлемон. Комиссия также работает во многих других зданиях Брюсселя и в Люксембурге. Когда проходят заседания Европарламента в Страсбурге, Еврокомиссия может переехать в этот город, чтобы участвовать в дебатах.

#### Берлемон
Здание в центре Брюсселя, спроектированное специально для Еврокомиссии в 1960 году как символ Европейского сообщества и строившееся семь лет на земле, выкупленной у монахинь ордена Св. Августина, владевших женским монастырём Берлемон. Автор проекта — архитектор Де Весте. Ему помогали известные зодчие-мэтры, чьи имена увековечены в названиях площадей и улиц Брюсселя: Жан Жильсон, Жан и Андре Полаки. Им принадлежит идея здания, представляющего в плане неправильный крест. Это один из самых дерзких и оригинальных проектов своего времени. В строительстве в широких масштабах использовались асбестосодержащие материалы. Когда учёные узнали о канцерогенных свойствах асбеста, Еврокомиссия в 1991 году покинула «Берлемон», а здание в течение 14 лет было очищено от асбеста и реконструировано. Обратный переезд состоялся к октябрю 2004 года.
Новый «Берлемон» немного расширился в основании и в глубину. Общая площадь его помещений — 241 336 квадратных метров. Он занимает территорию в три гектара и рассчитан на 2000 чиновников и 1000 обслуживающего персонала. Кроме офисов в нём есть залы заседаний, конференц-залы, ресторан на 760 мест с кухней, способной накормить за обед две тысячи человек, и кафетерий на 418 мест, телестудии, кинозал, подземные гаражи на 1223 автомобиля. В зале для пресс-конференций — 294 кресла, оборудованных доступом в Интернет. Всего же в пресс-центре смогут одновременно работать около 400 журналистов.
18 мая 2009 года здание пострадало от пожара.

### Сотрудники
На 2014 год штат Еврокомиссии составлял 33039 человек. Самый большой генеральный директорат — Директорат развития и сотрудничества (DEVCO), в котором работают 3813 человек. На втором месте Генеральный директорат по переводу (DGT; 2416 человек). По национальности большинство служащих бельгийцы (17,0 % от общего числа), что, вероятно, связано с тем, большая часть штата располагается в Брюсселе (21511 или 65,1 %).